# Zădăreni
Zădăreni, fino al 1924 Zădărlac (in tedesco Saderlach), è un comune della Romania di 
2 549 abitanti, ubicato nel distretto di Arad, nella regione storica del Banato.
Il comune è formato dall'unione di due villaggi: Bodrogu Nou e Zădăreni.
Nel sito archeologico denominato Cartierul Nou sono stati trovati reperti dell'età del ferro ed una necropoli di epoca romana.
Vi è ubicato il monastero di Hodoş-Bodrog nel villaggio di Bodrogu Nou, costruito nel XII secolo, che custodisce un'importante collezione di icone che vanno dal XV al XVIII secolo, manoscritti, libri ed argenteria antichi, oltre ad oggetti di epoca romana rinvenuti durante gli scavi effettuati all'interno del perimetro del monastero negli anni 1976-77.